# Theater von Epidauros

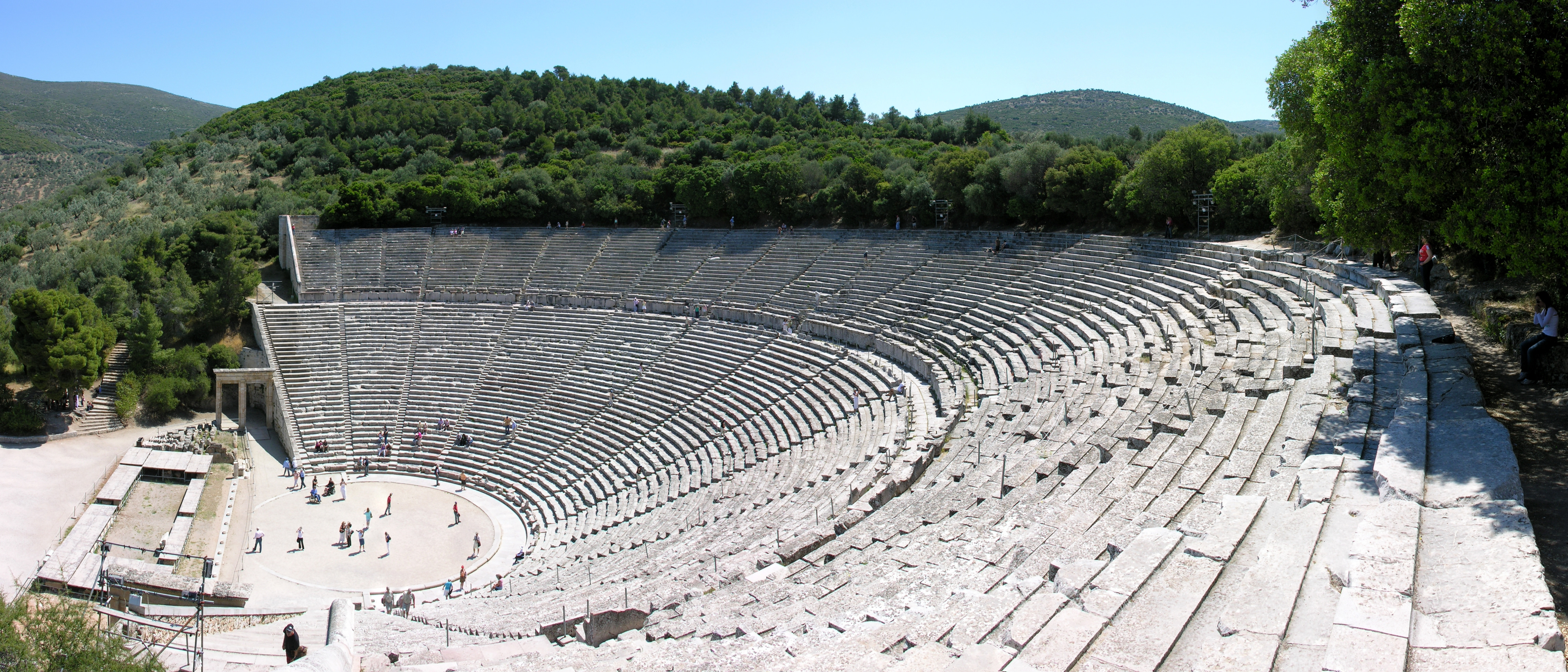
Das Theater von Epidauros (2007)

Das Theater von Epidauros ist ein Theater innerhalb der archäologischen Stätte Epidauros in Griechenland. Da es innerhalb der Gemeinde Epidauros in dem Ortsteil Archaia Epidauros ein weiteres (kleineres) antikes Theater gibt, wird es auch als großes Theater von Epidauros bezeichnet.

## Beschreibung

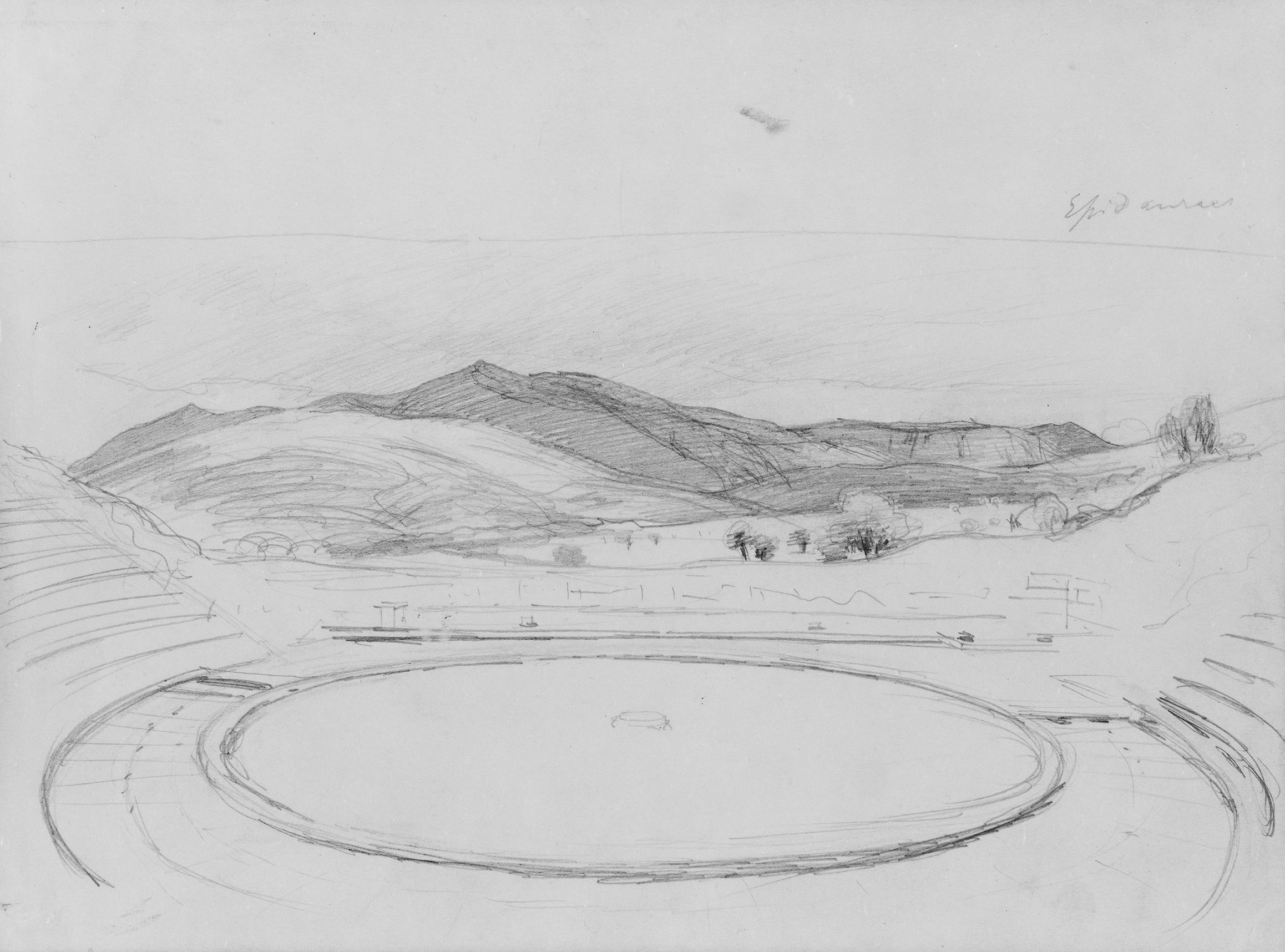
Künstlerische Darstellung der Landschaft von den Rängen aus (1891)

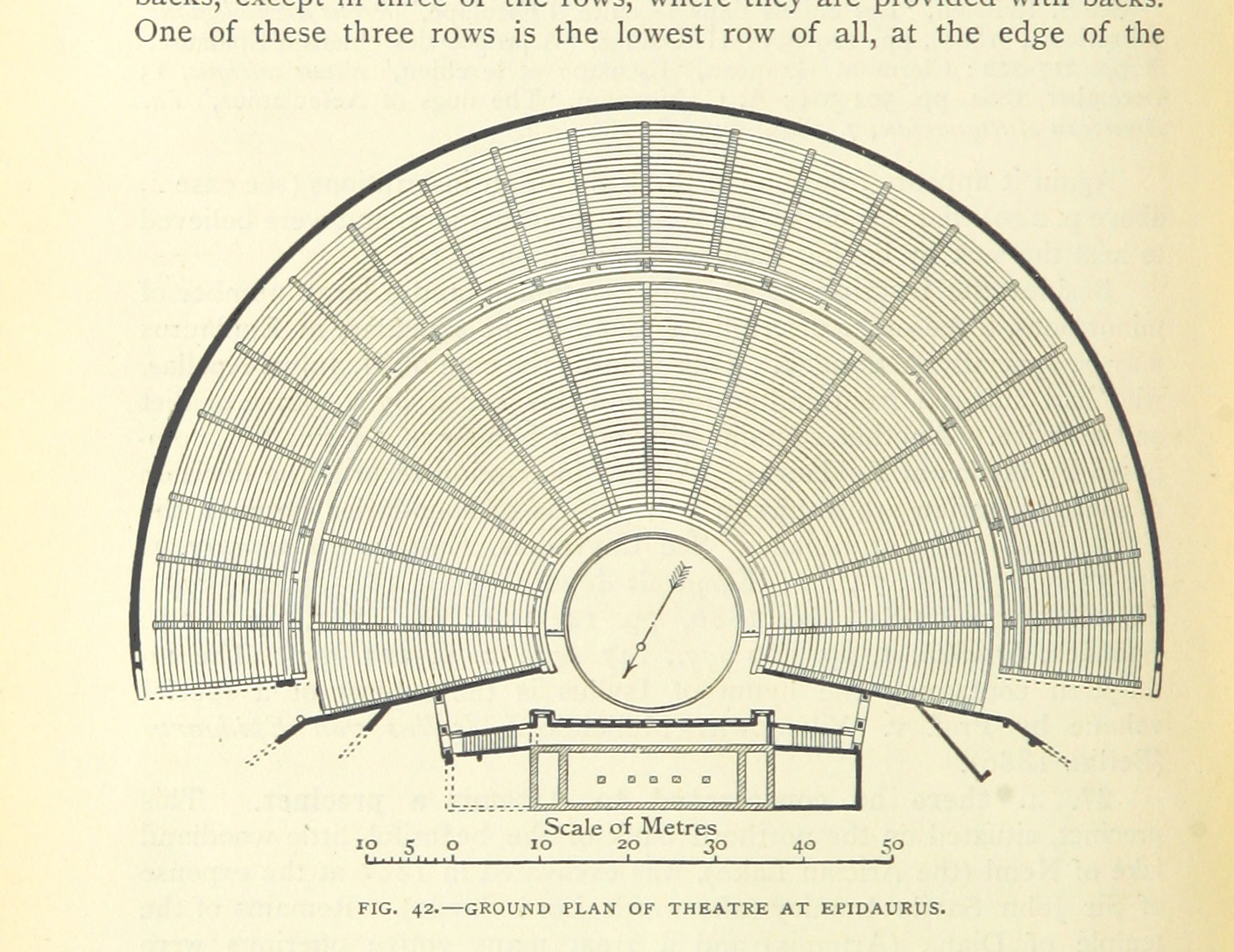
Grundriss

Blick auf die Ränge

Das spätklassische Bauwerk, das nach Pausanias ein Werk von Polyklet sein soll, gilt heute als eines der besterhaltenen Theater der Antike, es wurde im 4. Jahrhundert v. Chr. (~ 330 v. Chr.) mit Blick auf die Berglandschaft der Argolis errichtet. 
Die runde Orchestra wird durch einen Kreis aus Marmor eingefasst, der Boden besteht aus gestampfter Lehmerde. Dahinter befand sich ein großes Bühnenhaus (skene), von dem heute jedoch nur noch die Fundamente erhalten sind. Die Skene diente einst als Umkleidemöglichkeit, zur Lagerung von Theaterrequisiten und – nach einem Wandel in der Aufführungspraxis zu Anfang des 3. Jahrhunderts v. Chr. – auch als Auftritts- und Spielort der Darsteller. Die Bühnenwand wurde mit Tafeln behängt, die als Kulisse für das jeweilige Theaterstück dienten.

## Akustik
Das Theater verfügt über eine exzellente Akustik, sodass man auch von den obersten Reihen jedes Wort verstehen kann. Das Theater wirkt als Akustikfilter für niederfrequente Töne, da Störgeräusche vornehmlich aus tiefen Tönen bestehen.
Ein weiterer Faktor ist der warme Luftstrom von unten nach oben.
In der Mitte der Bühne befindet sich im Boden eine zylindrische Steinplatte. Besucher der Ausgrabungsstätte können beispielsweise durch das Fallenlassen einer Münze auf dieser Platte die Akustik testen. Die Münze ist auch auf den letzten Rängen noch hörbar. Ein anderer Test ist das Zerreißen eines Papierblatts.

## Nutzung

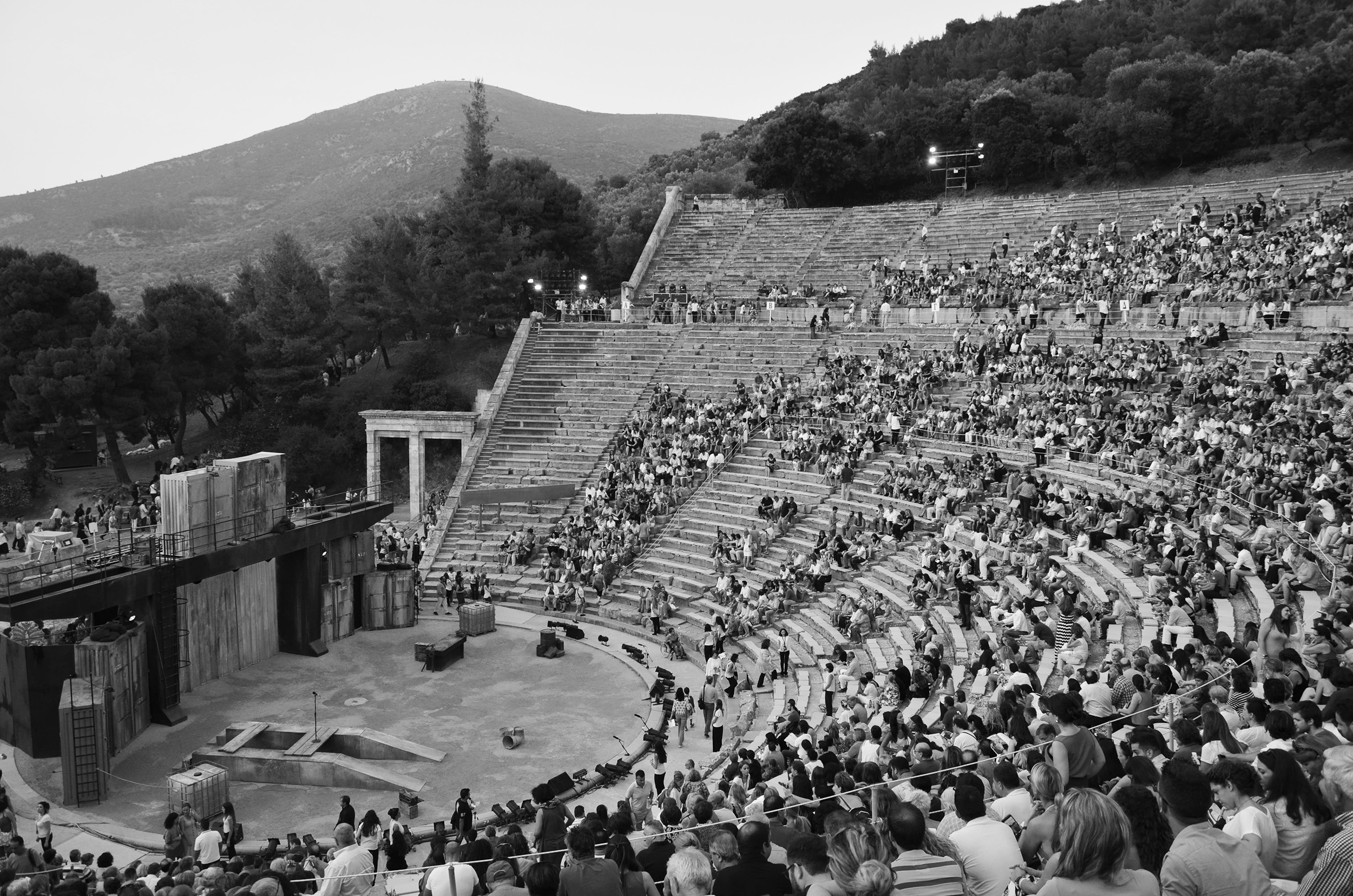
Vor einer Theateraufführung

Gebaut wurde es an den Hängen des Berges Kynortiou im 4. Jh. v. Chr. und diente der Entspannung und dem Vergnügen der Patienten des Asklepieion, der angrenzenden Heilstätte. Die halbkreisförmige Zuschauertribüne (koilon) fasste erst 9000 Zuschauer und nach einer Erweiterung um etwa 170/160 v. Chr. bis zu 14.000. Es gibt weder Abgrenzungen zwischen den Sitzpositionen, noch besonders hervorgehobene Sitzplätze, so dass keine Rückschlüsse auf die soziale Stellung des Besuchers geschlossen werden konnte, nur die erste Reihe verfügte aus baulichen Gründen über Rückenlehnen.
Während der Besetzung der Peloponnes durch die Goten im Jahr 395 n. Chr. wurde das Heiligtum beschädigt, 426 n. Chr. verbot Theodosius der Große mit einem Dekret Aktivität in diesem heiligen Ort und auch das Theater stellte seinen Betrieb ein. 
Die Archäologische Gesellschaft Athen führte unter der Leitung von Panagiotis Kavvadias von 1870 bis 1926 Grabungen durch. 
1938 wurde das Theater wieder in Betrieb genommen, die erste Aufführung war die Tragödie “Elektra” von Sophokles. Kriegsbedingt wurden die Aufführungen zwei Jahre später eingestellt. Vor Wiederaufnahme des Betriebs in den 1950er Jahren erfolgte eine Restaurierung, und seit 1952 finden wieder regelmäßig Vorstellungen in den Sommermonaten statt. Seit 1955 ist das Theater die Spielstätte des Festival von Epidauros, das heute Athens & Epidaurus Festival heißt und auch das Theater des Herodes Attikus umfasst.